# Marcos Santos (lekkoatleta)
Marcos Santos (ur. 15 stycznia 2004) – angolski lekkoatleta specjalizujący się w biegach sprinterskich.
Olimpijczyk z Paryża 2024, dwuktrotny uczestnik mistrzostw świata (2022, 2023).

## Rezultaty
| Rok  | Impreza                        | Miejsce   | Konkurencja   | Pozycja    | Wynik |
| ---- | ------------------------------ | --------- | ------------- | ---------- | ----- |
| 2022 | Mistrzostwa świata             | Oregon    | bieg na 200 m | –          | DQ    |
| 2023 | Mistrzostwa Afryki juniorów    | Ndola     | bieg na 100 m | półfinał   | 10,62 |
| 2023 | Mistrzostwa Afryki juniorów    | Ndola     | bieg na 200 m | 5. miejsce | 21,42 |
| 2023 | Mistrzostwa świata             | Budapeszt | bieg na 200 m | eliminacje | 21,05 |
| 2024 | Igrzyska afrykańskie           | Akra      | bieg na 100 m | eliminacje | 10,72 |
| 2024 | Igrzyska afrykańskie           | Akra      | bieg na 200 m | półfinał   | 21,26 |
| 2024 | Mistrzostwa ibero-amerykańskie | Cuiabá    | bieg na 100 m | eliminacje | 10,51 |
| 2024 | Mistrzostwa Afryki             | Duala     | bieg na 200 m | eliminacje | 23,84 |
| 2024 | Igrzyska olimpijskie           | Paryż     | bieg na 100 m | eliminacje | 10,40 |

## Rekordy życiowe
- bieg na 100 metrów – 10,31 (3 sierpnia 2024, Paryż), rekord Angoli
- bieg na 200 metrów – 20,96 (21 marca 2024, Akra), rekord Angoli